# 死刑台の72時間
『死刑台の72時間』（しけいだいの72じかん）は、篠原千絵による日本の漫画作品。2013年にNHK BSプレミアムにてテレビドラマ化された。

## 概要
『プチコミック』（小学館）1997年11月号に掲載された。

## あらすじ
信州のK高原駅から車で2時間、人里離れた洋館オーチャードハウスに招待された5人の男女。各人とも、4年前の殺人を告発されたくなければオーチャードハウスに来るようにと求める手紙を受け取っていた。
館の主である女性の息子が4年前、通っていた予備校の屋上から転落死したという。当時、同じ予備校にいた5人の中に彼女の息子を殺した犯人がいるはずだと突き止めた彼女は、72時間以内に犯人が名乗り出なければ一人ずつ殺していくと宣告し、誰も名乗り出ないまま刻一刻と時は過ぎ、一人また一人と死者が増えていく。
かつて、親友の彼氏を奪い、彼と一緒にいる間に親友が亡くなり、彼女を殺したも同然だと後悔する大学生の桐子は、「人を殺した」という過去を重ね合わせて苦悩し、恐怖に怯える招待客の一人・氷室に寄り添いながら、生き延びる術を探っていく。やがて、主の息子が亡くなった日には、桐子も氷室もアリバイがあることが判明し、事態が大きく動く。

## 登場人物
夏木 桐子（なつき きりこ）
商社に就職が内定している大学4年生。予備校の生徒だった。親友の彼氏を奪ってしまった過去があり、後悔の念に苛まされている。
氷室 貴明（ひむろ たかあき）
銀行に就職が内定している大学4年生。予備校の生徒だった。
二階堂 聖（にかいどう さとし）
大学病院の研修医。大病院の娘との婚約が決まっている。予備校の講師だった。
高柳 真由美（たかやなぎ まゆみ）
主演舞台が決まったばかりの劇団の女優。予備校の事務員だった。
松原 ゆか（まつばら ゆか）
音楽大学の2年生。海外留学の推薦が決まっている。予備校で音大用のレッスンを受けていた。
館のオーナー
オーチャードハウスの主。4年前に息子を殺した犯人を見つけるため、5人の素性を割り出し、館へ招く。

## 収録書籍
- 『逃亡急行』（小学館文庫、 2002年8月10日第1刷発行、ISBN 4-09-191130-7）
- 『海に墜ちるツバメ』 （プチコミフラワーコミックス、2006年7月20日第1刷発行、ISBN 4-09-130496-6）

## テレビドラマ
NHK BSプレミアム「特集ドラマ」にて、2013年11月26日・12月3日に全2話で放送。

### キャスト
- 夏木桐子〈28〉 - 栗山千明
- 氷室孝明〈30〉 - 田中圭
- オーナー・薫〈55〉 - 大地真央
- 二階堂聖〈32〉 - 青柳翔
- 松原ゆか〈24〉 - 佐津川愛美
- 高柳真由美〈35〉 - 町田マリー
- 藍沢豊〈53〉 - 菅田俊
- 松原みさと - 大西礼芳

### スタッフ
- 脚本 - 川崎いづみ[1]
- 原作 - 篠原千絵 『海に墜ちるツバメ』より
- 演出 - 村上牧人（テレパック）、河原瑶（テレパック）[3]
- 音楽 - 得田真裕
- プロデューサー - 磯智明、近見哲平（テレパック）

### 放送日程
| 放送回 | 放送日   | サブタイトル       | 演出     |
| ------ | -------- | ------------------ | -------- |
| 前編   | 11月26日 | オーナーの殺人宣告 | 村上牧人 |
| 後編   | 12月03日 | 絶望の果て         | 河原瑶   |